# 紅光尾海龍
紅光尾海龍（学名：Festucalex erythraeus），为輻鰭魚綱棘背魚目海龍魚科的其中一種，分布於印度太平洋區，包括莫三比克、伊朗、馬爾地夫、日本、菲律賓、印尼、新喀里多尼亞、萬那杜、夏威夷群島、索羅門群島等海域，為特有種，棲息深度18-81公尺，體為紅色，背鰭軟條18-21枚，臀鰭軟條4枚，體長可達8.2公分，可作為觀賞魚。